# Munster (Örtze)
 Ikke at forveksle med Münster i Nordrhein-Westfalen
 For alternative betydninger, se Munster. (Se også artikler, som begynder med Munster)
Munster er en kommune i Landkreis Heidekreis i den centrale del af den tyske delstat Niedersachsen, ca. idt mellem Hamburg og Hannover. Byen og kommunen har et areal på 193,42 km², og et indbyggertal på 15.150 mennesker (2023).

## Geografi
Munster ligger centralt på Lüneburger Heide ved floden Örtze mellem Soltau og Uelzen.
Munster er den største garnisonsby for den tyske hær. Det skyldes den mellem i 1890'erne og 1930'erne oprettede Truppenübungsplätze Munster-Nord und -Süd. På Truppenübungsplatz Munster-Nord ligger den forladte landsby Lopau.
Adgangsforbudet til området har medført at sjældne dyr kan leve der, og i 2011 påviste man i Munster-Nord den første ulv i Niedersachsen, og i 2013 fik et ulvepar syv hvalpe.

## Historie
Byen blev første gang nævnt på skrift i 1252 i en liste over biskoppens bordvarer og andre indtægter fra biskoppen af Verden. Det eneste bevarede dokument om dette emne er en kopi af Christoph G. Pfannkuchen fra midten af det 19. århundrede, som opbevares i Domgymnasiums historiske bibliotek i Verden.
I juni 1893 blev det militære træningsområde i Munster Süd for første gang brugt af det 91. infanteriregiment under kommando af
Paul von Hindenburg.
Den 17. april 1945 blev Munster besat af britiske tropper. Kasernen blev brugt som britisk garnison og fangelejr Med cirka 1,7 millioner løsladelser blev lejren den største løsladelseslejr for Wehrmacht-krigsfanger.
I 1956 blev Münster en garnison i Bundeswehr og udviklede sig fra 1990 og fremefter til den største garnison i det forenede Tyskland.
Byrettighederne blev tildelt den 20. oktober 1967. Indtil den 31. juli 1977 tilhørte byområdet distriktet Soltau og derefter distriktet Soltau-Fallingbostel; Siden 1. august 2011 har byen være en del af Landkreis Heidekreis.
Den 1. februar 1971 blev kommunerne Alvern, Ilster, Oerrel, Töpingen og Trauen inkorporeret. Den 1. juli 1972 fulgte Breloh og Lopau, som tidligere havde ligget i Landkreis Uelzen.

### Nabokommuner
Kommunen Bomlitz grænser til 4 bykommuner; mod sydvest til Walsrode, mod sydøst til Bad Fallingbostel, mod noredøst til Soltau og mod nordvest til Visselhövede.

### Kultur og seværdigheder
Den 13. internationale udstilling GLASSKULPTUR OG HAVE finder sted fra 23. august til 13. september 2025 i Munster. I Munster hvert tredje år.
- Deutsches Panzermuseum Munster udstiller kampvogne, køretøjer, våben og kanoner.
- St.-Urbani-Kirche fra det 14. århundrede. Den øverste del blev tilføjet efter 1519. Samtidig blev det fritstående klokketårn bygget. Skibet og koret med den femsidede ende blev bygget af mursten i det 15. århundrede.
- Frilandsmuseet Ollershof omfatter vognhuset, bageriet, trappehuset og svinestaldene.
- Lili Marleen-figurerne “Foran lanternen”, står på stedet, hvor kaserneporten til Munster-lejren lå i 1893.
- Niedersachsenbrunnen er en fontæne med otte heste, der symboliserer byens tidligere selvstændighed.
- Schafstallkirche St. Martin er en gammel fårefold, der blev omdannet til en kirke
- Fritidsområdet Flüggenhofsee med badestrand, lege og grillplads.
- 9-hullers golfbanen Munster-Kohlenbissen, ligger på en tidligere flyveplads.

## Galleri
- Hovedgaden Wilhelm-Bockelmann-Straße
- Deutsches Panzermuseum Munster
- Lili Marleen-figurerne “Foran lanternen”
- Frilandsmuseet Ollershof
- Schafstallkirche St. Martin

## Eksterne henvisinger
- Wikimedia Commons har flere filer relateret til Munster (Örtze)
- Byens websted
- Befolkning 31. december 2013 (Tabel K1020014)Arkiveret 15. maj 2015 hos  Wayback Machine Landesbetrieb für Statistik und Kommunikationstechnologie Niedersachsen, 102 Bevölkerung - Basis Zensus 2011. Tysk hjælpeside til statistikken